# Hayate no Gotoku!
Hayate no Gotoku! (ハヤテのごとく!?   lit. ¡Hayate, mayordomo de combate!) es un manga japonés escrito e ilustrado por Kenjiro Hata. La historia trata sobre un chico que comienza un nuevo trabajo como mayordomo de una niña, donde acontecimientos y experiencias se unen. El manga fue publicado semanalmente en la revista Shukan Shonen Sunday de la editorial Shogakukan del 6 de octubre de 2004 al 12 de abril de 2017 constando en total de 52 volúmenes Tankobon.
En España fue licenciado y emitido por Glénat, aunque solo hasta el volumen 16. El estilo del manga tiene un gag cómico, con harém, ligero ecchi y shonen y se sienten constantemente la Cuarta pared. La serie incluye numerosas referencias de otros animes, mangas, videojuegos y la cultura popular. Una adaptación al anime del manga, comenzó a transmitirse por TV Tokyo el 1 de abril de 2007 y terminó el 30 de marzo de 2008. Una segunda temporada del anime Hayate the Combat Butler fue confirmado oficialmente para la producción de TV Tokyo, en el sitio oficial el 31 de marzo de 2008, y en Shōnen Sunday el volumen dieciocho fue publicado el 2 de abril de 2008.
Otro anuncio apareció en los títulos de crédito del último episodio de la temporada. El 4 de julio de 2008, Bandai Visual anuncio que licencio la serie anime. El 11 de junio de 2009, Animax-Asia comenzó a transmitir el anime en el sudeste de Asia, con doblaje en inglés realizado por el estudio Red Ángel Media. La producción cinematográfica de Hayate no gotoku! llamada "Hayate no gotoku! Heaven is a place on earth" fue estrenada en los cines japoneses el 27 de agosto de 2011, lanzándose al poco tiempo su versión en DVD y Bluray el cual contenía 9 minutos extras de la película. Para el estreno de la película se lanzó un manga especial conmemorativo llamado "Hayate no gotoku! Volume 99" en el cual se narraba la película y poseía el anuncio oficial del lanzamiento de la tercera temporada anunciado anteriormente.
En el año 2012, se dio el anuncio de la producción de la tercera temporada se llamaría "Hayate no gotoku! Can’t Take My Eyes Off You" a diferencia de lo que muchos creían se llamaría simplemente "Hayate no gotoku!!! Season 3". El estudio encargado de producir la adaptación es Manglobe, bajo la dirección de Yoichi Ueda, será dirigida y el diseño de personajes se encargara de Masashi Kudo, mientras que el guion lo escribirá Rie Yoshika. La serie contará una nueva historia y no adaptará directamente el manga de Kenjiro Hata, aunque el autor ha creado los conceptos del anime. Su estreno oficial se programó para el 3 de octubre de 2012.
Ese mismo año el autor del manga decidió "renovar" dándole un nuevo logo al manga algo más tosco y maduro que el anterior, y re diseño el diseño de las portadas de los mangas añadiéndose el nuevo logo desde el tomo 32 en adelante. El llamado "Volumen 99" se vendió como una edición especial junto con el tomo 32 poseyendo nueva portada y cambiándole al nuevo logo, también se le cambió su nombre a "Volumen 0".
El 6 de marzo de 2013 se estrenó la cuarta temporada, llamada Hayate no gotoku! Cuties, que consta de 12 episodios emitidos desde el 8 de abril de 2013 al 1 de julio de 2013 en TV Tokyo.

## Argumento
Hayate Ayasaki un joven estudiante de 16 años tiene que trabajar para vivir ya que sus padres se pasan pensando en cumplir sus sueños y dejan de lado lo demás en especial a su hijo, por ello en vísperas de Navidad se llevan el dinero que había ganado Hayate en su trabajo y le dejan de regalo una deuda exorbitante ya que habían pedido prestado a unos mafiosos dejando a su hijo como prenda. En el momento que los mafiosos venían a cobrar a Hayate, este logra huir, escapando de su destino por el momento. A Hayate solo le quedaba una cosa, secuestrar a alguien y pedir recompensa, es allí que encuentra a una pequeña niña que viendo que estaba en dificultades la ayuda, pero en su pensamiento Hayate deseaba secuestrarla, es por ello que le dice que la desea, esta chica llamada Nagi pensó que Hayate le declaraba su amor y comienza una confusión. Cuando Hayate le pide el número para pedir el rescate y ver lo inútil que es en eso, se sorprende que unos maleantes raptan a Nagi, el decide rescatarla al hacerlo con una gran hazaña y un fuerte accidente de auto salva a Nagi y le pide a ella que le busque un trabajo, es allí que Nagi decide contratarlo como su nuevo mayordomo, porque Nagi pertenece a la familia Sanzenin, una familia muy respetada, es así que Hayate comienza su nueva vida y aventuras como mayordomo.

## Personajes
Hayate Ayasaki (綾崎ハヤテ Ayasaki Hayate?)
Voz por: Ryoko Shiraishi
Es el protagonista masculino de la serie. Es un joven estudiante de 16 años de edad, y a la vez trabajador, ya que desde los 8 años, debió trabajar desde pequeño para poder aguantar los malos hábitos de sus padres, cambiándose de trabajo en trabajo cuando sus jefes descubrían que él era un menor de edad. Tiene muy mala suerte pero tiene un gran corazón, es un chico especial ya que desde pequeño estuvo entrenando, es por ello que tiene grandes habilidades atléticas así como una resistencia inhumana.
Nagi Sanzenin (三千院ナギ Sanzen'in Nagi?)
Voz por: Rie Kugimiya
Es la protagonista femenina de la serie, heredera de la fortuna Sanzen'in una de las familias más respetada. Es una chica de unos 13 años linda e inteligente pero con un carácter fuerte y terca. A pesar de su carácter, es una chica de buen corazón. Le gusta leer manga y crear los propios además de ser una adicta a los videojuegos y muchas veces prefiere quedarse jugando en su casa que salir de su mansión en especial cuando debe ir a la escuela. Está enamorada de Hayate.
María (マリア Maria?)
Voz por: Rie Tanaka
Es la criada de Nagi, una chica de 17 años de edad, inteligente, astuta y muy bella. A los 13 años logró graduarse siendo en esa época Presidenta del Consejo Estudiantil de la misma la Academia Hakuou. Es una chica servicial y laboriosa, además de ser la más cuerda de la mansión, tiene un gran corazón pero hay veces que se enoja en especial cuando le preguntan su edad, parece tener un trágico pasado pues fue abandonada en Navidad cuando solo era pequeña. María tiene pelo castaño y largo, peinado en una cola de caballo, usa horquillas y tiene ojos rojos. Ella utiliza siempre el uniforme de sirvienta de la mansión Sanzen'in. Con el tiempo desarrolla sentimientos hacia Hayate.
Hinagiku Katsura (桂ヒナギク Katsura Hinagiku?)
Voz por: Shizuka Ito
Presidenta del consejo estudiantil, experta en pelea con espadas de maderas, inteligente y muy responsable, tiene una personalidad amable pero en algunas ocasiones no es bueno enojarla, es amiga de Hayate y Nagi. Aunque es una chica muy fuerte tiene una debilidad, sufre de acrofobia. Su pasado es casi parecido al de Hayate lo que lo convierte en alguien muy especial. En todas las temporadas ha demostrado sentimientos de amor hacia Hayate, pero lo acepta en la segunda temporada. Se hace amiga de Ayumu después de haberle prometido que la ayudaría a alcanzar el amor de Hayate del cual esta también termina enamorada.
Ayumu Nishizawa (西沢歩 Nishizawa Ayumu?)
Voz por: Mikako Takahashi
Una chica de 16 años de edad, amiga de Hayate además de estar enamorada de él, es una chica que le gusta estar comiendo aunque no engorda además de ser una chica que disfruta de la vida, ve a Nagi como una rival hacia el corazón de Hayate y siempre que están juntas se la pasan discutiendo aunque poco a poco su relación se hace más comprensiva ya que a ambas les gusta Hayate. Se hace amiga de Hinagiku cuando ella le promete ayudarla a llegar al corazón de Hayate. Ayumu tiene el pelo azul oscuro el cual está peinado con 2 colas, sus ojos son de color verde oliva. Ella usa el uniforme de la Preparatoria Shiomi o alguna ropa moderna.

## Lanzamiento

### Manga
El manga de Hayate Mayordomo de Combate fue publicado por primera vez en la revista japonesa de manga shōnen Shūkan Shōnen Sunday un domingo de mayo de 2004. El manga está escrito e ilustrado por Kenjiro Hata. VIZ Media anunció que adquirieron los derechos para publicar el manga en América del Norte y lanzaron el primer volumen el 14 de noviembre de 2006. La más reciente versión en inglés es el volumen 22, del 10 de septiembre de 2013. Las traducciones son realizadas por Yuki Yoshioka y Cindy H. Yamauchi; La adaptación al inglés la hace Mark Giambruno. La serie terminó con el volumen 50 en abril de 2017.

## Música

### Canciones de apertura

#### Primera temporada
- Kotoko: Hayate no gotoku
- Kotoko: Shichiten Hakki ☆ Shijōshugi

#### Segunda temporada
- Elisa: Wonder wind
- Kotoko: Daily daily dream

#### Tercera temporada: Can't take my eyes off you
- Eyelis: Can't take my eyes off you

#### Cuarta temporada: Cuties
- Katsura Hinagiku (Shizuka Ito): "Haru Ulalala Love Yo Koi!!”

#### Película
- Ruka Suirenji (Haruka Yamazaki): Bokura, Kakeyuku Sora e

### Canciones de cierre

#### Primera temporada
- MELL: Proof
- Mami Kawada: Get My Way!
- Kaori Utatsuki: Chasse (canción)
- Iku: Ko no me kaze

#### Segunda temporada
- Shizuka Ito: Honjitsu, Mankai Watashi Iro!
- Rie Kugimiya y Ryoko Shiraishi: Karakoi: Dakara Shōjo wa Koi o Suru

#### Tercera temporada: Can't take my eyes off you
- Ruka Suirenji (Haruka Yamazaki): Koi no wana

#### Cuarta temporada: Cuties
- Hayate Ayasaki (Ryoko Shiraishi): "Heroine wa Koko ni Iru"
- Sanzenin Nagi (Rie Kugimiya): "Asterisk"
- Athena Tennousu (Ayako Kawasumi): "Isogaba Smile"
- Saginomiya Isumi (Miyu Matsuki): ""
- Katsura Hinagiku (Shizuka Ito): "Daikirai Wa Koi No Hajimari"
- Segawa Izumi (Sayuri Yahagi): "Na No Kisu"
- Suirenji Ruka (Haruka Yamazaki): "Tsuki no Inori"
- Harukaze Chiharu (Ayumi Fujimura): "POKER FACE"
- Maria (Takana Rie): "Yakusoku"

#### Película
- fripSide: Heaven is a place on Earth

#### OVA (2014)
- Kotoko: "Hayate no Gotoku!"
- Katsura Hinagiku (Shizuka Ito): "Honjitsu, Mankai Watashi Iro!"
- Eyelis: "Can´t Take my eyes Off You"